# Walter Werzowa
Walter Werzowa (Vienna, 1960) è un produttore discografico e compositore austriaco.

## Biografia
Werzowa è nato a Vienna nel 1960. Dopo gli studi, iniziò a lavorare a produzioni teatrali nella capitale austriaca con Otto Zykan, suo ex professore presso l'accademia musicale. Negli anni ottanta co-fondò gli Edelweiss, autori della hit Bring Me Edelweiss (1988). Nel 1992, Werzowa fondò la Musikvergnuegen, Inc., azienda che si occupa di produrre musiche ed effetti sonori. Due anni dopo compose il noto jingle della Intel. Nel 2005 Werzowa fondò la library per produzioni Music Beyond, che verrà acquistata dalla BMG nel 2014. Nel 2016 lanciò il servizio di streaming audio di musicoterapia Healthunes. Nel corso della sua carriera, Werzowa ha composto musiche per la televisione e film.

## Colonne sonore

### Cinema
- Inside the Dream Factory (1995)
- Codice Mercury (1998)
- Cherry Falls - Il paese del male (2000)
- Identità violate (2004)
- The Devil and Daniel Johnston (2005)
- American Mummy (2014)
- Inside Einstein's Mind (2015)

## Televisione
- Nova – programma televisivo (1997-2024)
- Einsatz in Hamburg – serie televisiva (2004-2005)